# Меншутин, Алексей Алексеевич
Алексей Алексеевич Меншутин  — советский хозяйственный, государственный и политический деятель, Герой Социалистического Труда.

## Биография
Родился в 1916 году в селе Погорелое Городище. Член КПСС.
С 1933 года — на хозяйственной, общественной и политической работе. В 1933—1986 гг. — лаборант в промышленной артели «Трудовой химик», токарь, планировщик, конструктор на Ленинградском металлическом заводе, участник Великой Отечественной войны, инструктор промышленно-транспортного отдела Фрунзенского райкома ВКП(б) Ленинграда, директор Оптико-механического завода Минздрава СССР, директор медико-инструментального завода «Красногвардеец», генеральный директор Ленинградского производственного объединения «Красногвардеец».
Указом Президиума Верховного Совета СССР от 29 мая 1981 года присвоено звание Героя Социалистического Труда с вручением ордена Ленина и золотой медали «Серп и Молот».
Делегат XXIV съезда КПСС.
Умер после 1985 года.